# Отець Браун, детектив
Отець Браун, детектив (англ. Father Brown, Detectiveангл.) — американський детектив режисера Едварда Седжвіка 1934 року.

## У ролях
- Волтер Конноллі — отець Браун
- Пол Лукас — Фламбей
- Гертруда Майкл — Евелін Фішер
- Роберт Лорейн — інспектор Валентін
- Гелліуелл Гоббс — сер Леопольд Фішер
- Уна О'Коннор — місіс Боггс
- Дональд Грей — Дон